# セント・ヴィンセント (戦艦)
|          |                                                                                    |
| 艦歴     |                                                                                    |
| 発注     | 1907年                                                                             |
| 起工     | 1907年12月30日                                                                     |
| 進水     | 1908年9月10日                                                                      |
| 就役     | 1909年5月3日                                                                       |
| 退役     | 1921年3月                                                                          |
| その後   | 1921年12月1日スクラップとして売却                                                  |
| 除籍     |                                                                                    |
| 性能諸元 |                                                                                    |
| 排水量   | 19,488トン、 満載：23,050トン                                                      |
| 全長     | 163.4 m                                                                            |
| 全幅     | 25.6 m                                                                             |
| 吃水     | 8.5 m                                                                              |
| 機関     | パーソンズ式ギアード・タービン、4軸推進、24,500 shp                                |
| 最大速   | 21ノット (39 km/h)                                                                 |
| 航続距離 | 10ノット (19 km/h) 時に4,690カイリ (8,690 km)                                      |
| 乗員     | 756名                                                                              |
| 兵装     | 12インチ砲（30,5cm）10門（2×5） 4インチ砲20門 18インチ魚雷発射管3門                |
| 装甲     | 舷側：254mm（主装甲部） 甲板：76mm（主甲板） 砲塔：279mm（前盾） バーベット：229mm |

セント・ヴィンセント (St. Vincent) はイギリス海軍の弩級戦艦。セント・ヴィンセント級の1番艦ネームシップ、その名を持つ艦としては4隻目、先代はネルソン級戦列艦（en:HMS St Vincent (1815)）である。
艦名は1797年2月14日のサン・ビセンテ岬の海戦（英語読みでセント・ヴィンセント海戦）の名およびスペイン艦隊を撃破した戦功によりセント・ヴィンセント伯爵の称号を与えられたジョン・ジャーヴィス提督の称号にちなむ。

## セント・ヴィンセント級の概観
1907年度計画艦、弩級戦艦を急速に整備するため前年度計画艦のベレロフォン級戦艦の設計をほぼ踏襲するが、ドイツやアメリカの新型砲に対抗して主砲30.5cm（12インチ）砲を45口径から50口径に変更したことにより、主砲弾の貫徹力は向上したが命中精度は減退し、連続発射の散布界は1万㎡を越えた。主砲砲身の延長により4番-5番砲塔の間隔は3m伸び砲塔基部直径は30cm増え、船体が若干大型化したことにより前級より102mm副砲が16→20門に4門増加したかわりに艦首、船尾水線部の装甲を薄くしている。
同型艦3隻とも、ユトランド沖海戦で主砲を80-90斉射して特にダメージを受けなかったが、ヴァンガードは1917年に火薬庫の爆発事故により沈没した。他の2隻は戦後ワシントン海軍軍縮条約により破棄され、解体された。

## 艦歴
1907年12月30日起工、1908年9月10日進水、1909年5月3日就役。1,721,970ポンドの経費が掛かった。ポーツマスの本国艦隊第1戦艦隊2番目の旗艦となる。
1911年6月24日スピットヘッドでジョージ5世の戴冠式に参加した。
1914年4月本国艦隊の第1戦艦戦隊に編入。
1916年5月31日ユトランド沖海戦には第1戦艦戦隊の第5戦艦隊所属で参加し、12インチ砲を98斉射して特に大きな損傷はなかった。同年6月、第4戦艦戦隊に移管される。
1919年3月予備役に移籍され、砲術訓練艦となる。
1921年3月に退役し、同年12月1日スクラップとして売却された。